# Anton Bruckner
Josef Anton Bruckner (Ansfelden, 4 september 1824 – Wenen, 11 oktober 1896) was een Oostenrijks componist en organist. Hij dankt zijn roem hoofdzakelijk aan elf groot opgezette symfonieën (waarvan negen door hem genummerd zijn en twee 'officieus'), drie missen waarvan twee in middelgrote en een in zeer grote bezetting, een Te Deum, Psalm 150 en een strijkkwintet. Hij legde zich voornamelijk toe op de genres symfonie en religieus koorwerk en bereikte hierin grote hoogten.

## Levensloop

### Vroege jaren
Bruckner werd geboren in Ansfelden bij Linz in Opper-Oostenrijk, waar zijn vader schoolmeester was. Hij ging piano, viool, orgel en compositie studeren bij uitstekende leraren in zijn omgeving. Hij was tijdens zijn leven vooral bekend als organist: zijn roem als componist kwam pas aan het einde van zijn leven. Na de dood van zijn vader werd hij ondergebracht in het schoolinternaat van het Chorherrenstift Sankt Florian (vanaf 1836).
Hij leek aanvankelijk voorbestemd zijn vader op te volgen als schoolmeester. Zijn eerste standplaats was het gehucht Windhaag waar hij hulpmeester werd en waar ook zijn eerste composities ontstonden, zoals de Windhagermesse. In het boerendorp Windhaag werd hij door zijn vrij aparte opstelling en gedrag ternauwernood getolereerd. Hij had er dan ook geen plezierige tijd, maar een betrekking als organist van het monumentale Chrismann-orgel in de kerk van Stift Sankt Florian voerde hem in 1848 terug naar de muziek. Zijn eerste composities ontstonden al vroeg in zijn leven en waren vooral liturgisch van aard. Zijn Requiem in d-klein (1849) bewijst dat hij al in zijn jonge jaren over grote compositorische gaven beschikte en op de hoogte was van de 'klassieken', onder wie Mozart en Haydn. Toch durfde Bruckner de stap naar een leven als beroepsmusicus en componist nog niet te wagen. Het lag in zijn aard om veilige wegen te bewandelen en dus om ambtenaar te worden.

### Dom-organist in Linz
Een ambtelijke loopbaan kwam er niet. In 1855 kwam de post van organist in de Dom van Linz vrij en Bruckner werd aangenomen. Hij telde de Linzer bisschop Rudigier tot zijn trouwste aanhangers. Rudigier kwam regelmatig heimelijk in de kerk luisteren als Bruckner op orgel aan het improviseren was. Daarnaast bleef Bruckner harmonieleer en compositie studeren. Zijn obsessie om overal diploma's en daarmee 'van buiten' erkenning te behalen is legendarisch geworden. Belangrijke leermeesters in zijn Linzer studiejaren waren Simon Sechter in Wenen (voor harmonieleer en contrapunt) en in Linz zelf Otto Kitzler, die hem de weg naar de symfonie wees. De eerste symfonische composities ontstonden (vier korte orkestwerken, een ouverture in g-klein, een symfonie in f-klein). Kitzler was bijzonder kritisch ten aanzien van Bruckners studiecomposities. Hij adviseerde Bruckner ten zeerste, eenmaal volleerd in de theorie, om gewaagdere muziek te schrijven en nieuwe wegen te zoeken. Die aanmoediging had Bruckner nodig.
Op zeker moment (1864) kon niemand hem meer iets leren in de muziektheorie en compositiekunst en waagde hij de stap. In 1864 en 1865 schreef Bruckner respectievelijk zijn eerste grote mis (in d-klein) en zijn ‘eerste’ symfonie in c-klein. Het waren meesterwerken die op de toenmalige luisteraars in Linz grote indruk maakten. Toch werden deze, en ook zijn latere grote werken door dat publiek zelden echt begrepen. In 1865 maakte Bruckner kennis met de persoon en de muziek van Richard Wagner. Al begreep hij van Wagners literaire drama's vrijwel niets, de klankwereld van deze titaan opende voor Bruckner definitief de poort naar een nieuwe symfonische esthetiek.

### Wenen

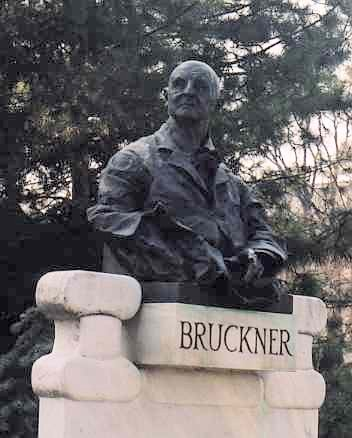
Beeld van Bruckner in Wenen. Foto 2003.

Bruckner raakte in 1867 in een diepe mentale crisis en zocht zijn heil in een sanatorium. Hij leed aan depressies en een dwangmatige telziekte. Hij overwoog naar Mexico te verhuizen. Uiteindelijk genas hij en schreef de grote Mis in f om God te bedanken voor zijn herstel. Op dat moment stierf Simon Sechter in Wenen. In 1868 vertrok Bruckner definitief naar Wenen om daar als docent harmonieleer en contrapunt aan het conservatorium zijn oude leermeester Simon Sechter op te volgen. Zijn leven veranderde definitief in een loopbaan in de muziek.
Zijn roem als organist bereikte ook het buitenland en in 1871 werd hij uitgenodigd om in Nancy, Londen en Parijs orgelconcerten te geven en aan orgelcompetities mee te doen.
In Wenen begon vanaf 1869 een zeer productieve periode op symfonisch gebied. In 1869 schreef Bruckner een symfonie in d, die hij later ‘annuleerde’ en als de ‘Nullte’ bekend werd. In 1871/72 ontstond de tweede symfonie in c, in 1873 de derde symfonie in d, in 1874 de vierde symfonie in es, in 1875 de vijfde symfonie in bes. De compositorische hyperactiviteit wierp geen vruchten af, op de derde symfonie na werden geen van de werken uitgevoerd. En de première van de derde in Wenen werd een pijnlijk fiasco, dat Bruckner aan de rand van een nieuwe depressie bracht. Er volgden jaren van omwerkingen, die leidden tot diverse versies van de symfonieën. 
Bruckner bleef tot het eind een groot bewonderaar van Wagner, aan wie hij zijn derde symfonie opdroeg, en had onder zijn leerlingen en navolgers Hans Rott, Rudolf Krzyzanowski, Hugo Wolf en Gustav Mahler. Hij had ook te maken met felle tegenstand: tijdens de première van zijn derde symfonie in Wenen verliet vrijwel het hele publiek de zaal. Het waren vooral de critici die Bruckner niet serieus namen. Daarbij speelden ook niet-muzikale aspecten een rol, zoals zijn eenvoudige afkomst (die zich uitte in zijn provinciale kleding en accent). De diepgelovige Bruckner was in het dagelijkse leven in het grootstedelijke Wenen een uiterst onzeker persoon en werd mede daardoor voor een simpele ziel aangezien. Men kon er niet bij dat een eenvoudige natuur zoals hij symfonische muziek van een letterlijk ongekende harmonische en vorm-complexiteit kon scheppen.
Van zijn collega-componisten liet met name Brahms zich laatdunkend over Bruckner uit. De monumentale en diepreligieuze muziek, waarin Wagner de 'toon' bepaalt, van de oprecht gelovige Anton Bruckner (van huis uit rooms-katholiek), stond in schril contrast met de romantisch-klassieke muziek van Brahms (van huis uit protestant maar later agnost). Behalve hetzelfde lievelingsgerecht, Oostenrijkse knoedels, hadden beide meesters niets met elkaar gemeen, zoals beiden constateerden in een van hun vele toevallige ontmoetingen in hetzelfde Weense restaurant, Zum Roten Igel.
De kritiek op Bruckner van zowel Brahms als van vele Weense muziekrecensenten moet worden bekeken vanuit het Brahms-Wagnerconflict dat muzikaal Duitsland en Oostenrijk in de tweede helft van de 19e eeuw in zijn greep hield. Brahms werd in de pers afgeschilderd als het icoon van de traditiegebonden "absolute" muziek, Wagner stond voor muzikale vernieuwing en het Gesamtkunstwerk. Bruckners symfonieën behoren in dit licht gezien eigenlijk tot de "absolute muziek" (zij lijken niet naar een buitenmuzikale inhoud te verwijzen). Het zijn geen symfonische gedichten zoals Wagners schoonvader Franz Liszt die schiep. Niettemin werd hij vanwege zijn grenzeloze bewondering voor Wagner bij het laatste kamp ingedeeld en ontving hij in de pers van conservatieve critici, onder aanvoering van Eduard Hanslick, vernietigende kritieken waaronder hij ten zeerste leed.
Na een lange periode van revisies van zijn werken (1876-1881) volgde weer een periode van compositorische productiviteit. In 1881 ontstond zijn zesde symfonie in A, in dezelfde tijd zag zijn machtige Te Deum het licht, naar Bruckners eigen zeggen een lofzang voor God, die hem ondanks alle tegenslagen nog altijd op de been had gehouden. In 1883 voltooide hij zijn zevende symfonie in E en in 1885 zijn achtste symfonie in c. Dit laatste werk, tevens zijn langste en meest complexe, bezorgde hem weer een zware tegenslag. Dirigent en vriend Hermann Levi weigerde het werk uit te voeren. Het werd het startsein voor een tweede periode van revisies van veel van zijn symfonieën (1886-1891). De herzieningen van zijn werken kostten zoveel tijd dat het werk aan zijn magnum opus, de negende symfonie in d, traag vorderde. Al in 1887 was Bruckner er aan begonnen, maar pas in 1893 waren de eerste drie delen voltooid.

### Erkenning
Bruckner kreeg aan het eind van zijn leven de roem en de erkenning waarnaar hij tientallen jaren had uitgezien. Dit begon met de triomfale wereldpremière in 1884 van zijn zevende symfonie door het Gewandhausorchester onder leiding van Arthur Nikisch in Leipzig, Duitsland. Ook zijn vierde symfonie werd, na vele omwerkingen, uiteindelijk enthousiast ontvangen. De derde symfonie kreeg in diverse landen (o.a. in Nederland) uitvoeringen dankzij de vroege publicatie van het werk. Na de eerste grote triomfen raakte de muziekwereld nieuwsgierig wat deze zonderlinge componist nog meer in petto had. Bruckner hoefde niet meer te leuren om zijn werken uitgevoerd te krijgen. De verzoeken stroomden binnen en veel van zijn andere symfonieën kregen hun wereldpremière. 
Wenen kreeg door dat er naast Strauss en Brahms nog een groot genie in de stad huisde. Bruckner werd eredoctor aan de Universiteit van Wenen, ontving uit handen van keizer Frans Jozef I van Oostenrijk een onderscheiding in de Franz-Joseph Orde en kreeg een keizerlijk pensioen. In zijn laatste levensjaren stelde de keizer Bruckner een bescheiden oudedagverblijf in het Schloss Belvedere in Wenen ter beschikking.
Als keizerlijk hoforganist bespeelde Bruckner in 1890 het orgel tijdens de huwelijksvoltrekking van de Oostenrijkse aartshertogin Valerie (de jongste dochter van Frans Jozef en keizerin Elisabeth) met Frans Salvator van Oostenrijk. Aan deze gebeurtenis is het te danken dat enig inzicht valt te krijgen over Bruckners meermalen als 'fenomenaal' gekenschetste improvisatietalent op orgel. Op aandrang van een hoge hofbeambte moest Bruckner op papier aangeven hoe hij (althans in grote lijnen) en over welke thema's hij zijn orgelimprovisaties tijdens de huwelijksmis zou realiseren. Van hem zijn verder weinig orgelcomposities overgeleverd, omdat improvisaties vrijwel nooit worden opgetekend.

### Laatste jaren
Bruckner was in zijn laatste jaren chronisch ziek (hartklachten). Bovendien leed Bruckner al zeker sinds zijn veertigste, en mogelijk al eerder, aan OCD (obsessive-compulsive disorder). Dat uitte zich bij hem vooral in de dwanghandelingen om alles te tellen: de bladeren van een boom, de spijlen van een hek, de punten in een boek enz. Dit vertaalde zich ook naar zijn werkmethode bij het componeren: Bruckner placht opeenvolgende maten van onderscheiden segmenten van symfoniedelen te nummeren om daarmee 'houvast' te creëren voor het proportionaliseren. Dit kan worden beschouwd als rationele achtergrond van subjectieve uitingen over met name zijn symfonieën die 'klinken als kathedralen'.
Tot op de laatste dag werkte hij aan zijn negende symfonie, waarvan de finale op een haar na voltooid was. Op 11 oktober 1896 blies hij de laatste adem uit. Van de vrijwel voltooide finale bleef het grootste deel (in manuscriptvorm) bewaard. Sterke vermoedens bestaan dat er veel meer schetsen en zelfs orkestraties van dit symfoniedeel geweest zijn: door souvenirjagers zouden die in de dagen volgend op zijn overlijden uit Bruckners laatste woning zijn ontvreemd.
Bruckner werd, geheel volgens zijn laatste wens, begraven in de crypte van 'zijn' Stift Sankt Florian bij Linz, direct onder het orgel waar zijn talent, vijftig jaar eerder, tot wasdom was gekomen.

## Persoonlijk leven

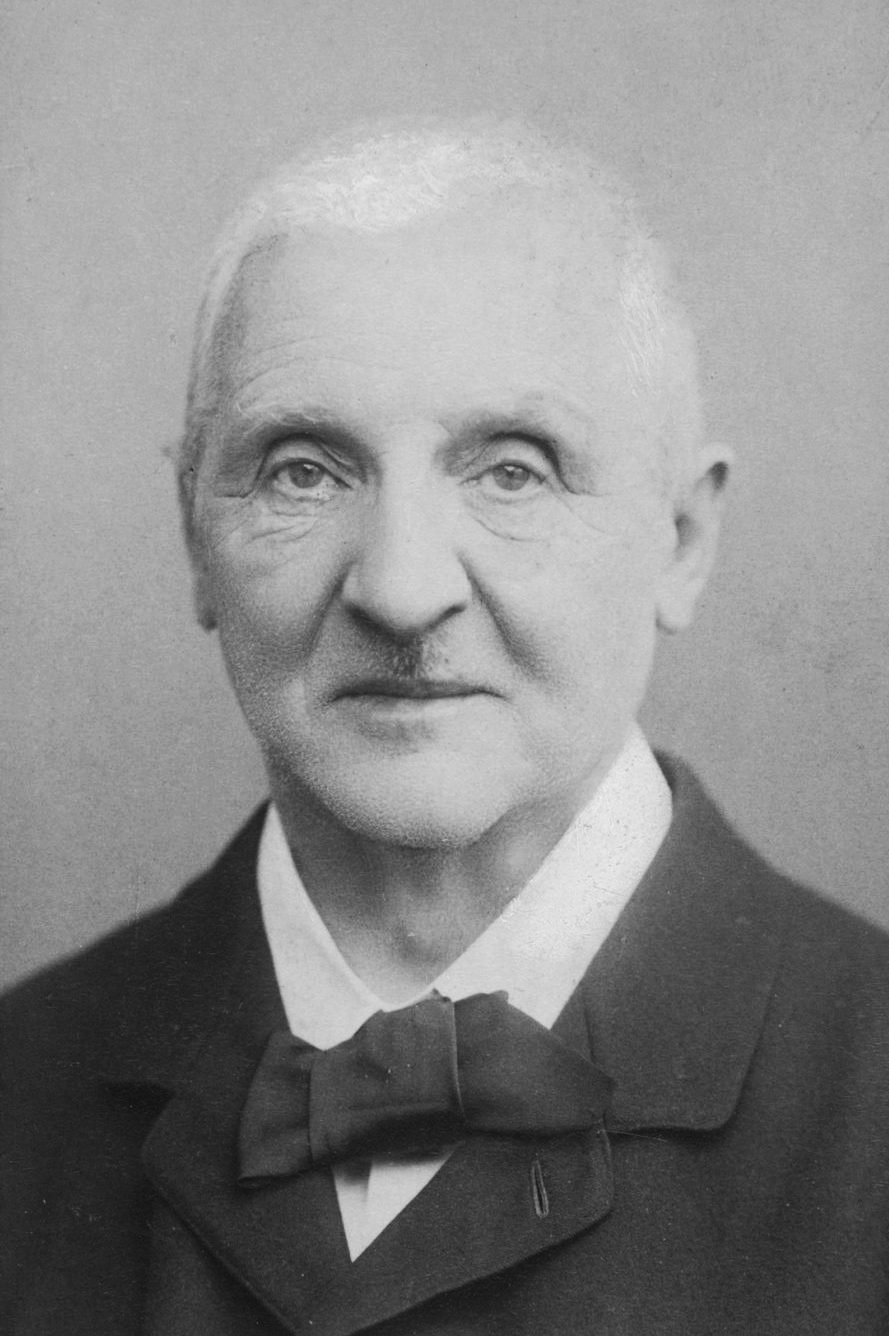
Anton Bruckner rond 1890

Bruckner heeft op diverse adressen in Wenen gewoond, maar altijd was zijn leefruimte klein en sober. Hij bezat naast een metalen bed, een geschilderd portret van hemzelf en enkele meubelstukken een Bösendorfer piano waarop hij componeerde. Zijn bezittingen zijn bewaard gebleven en te zien in een ‘Brucknerkamertje’ in het Stift Sankt Florian. Hij had slechts enkele boeken, en geen daarvan was literair van aard. Hij koesterde een foto van zijn moeder op haar doodsbed. Bruckner had in het algemeen een fascinatie voor de dood. Bekend is dat hij zich opdrong bij de medici die de overblijfselen van Beethoven en Schubert onderzochten, toen hun graven werden ontruimd en de herbegrafenis zou plaatsvinden op het Zentral Friedhof in Wenen. Hij pakte de schedels van zijn door hem bewonderde collega’s en sprak ze toe en kuste ze. Bruckner is nooit getrouwd geweest. Zijn zusje Anna heeft hem lang verzorgd. Na haar dood en tot zijn eigen dood werd Bruckner bijgestaan door zijn hulp-in-de-huishouding Kathi Kachelmaier. Verliefd was hij doorlopend, en dan bij voorkeur op jonge dames tussen 15-20 jaar. Zijn verliefdheid was tot op hoge leeftijd als die van een tiener. Was hij in 1868 nog hopeloos verliefd op de Linzer slagersdochter Josefine Lang, 20 jaar later (hij was toen 64) viel hij als een blok voor haar dochter Karoline. 'Mein lieber Ersatz' noemde hij haar. In de periode 1891-1894 had Bruckner daadwerkelijk ‘verkering’ met de 49 jaar jongere Ida Buhz. Alhoewel zij er wel degelijk mee instemde om met Bruckner te trouwen, verwaterde ook deze ‘verloving’. In de nalatenschap van Bruckner bevonden zich de brieven en foto’s van de jongedames waarop hij verliefd was geweest.
Zijn ascetische levenswijze werd regelmatig afgewisseld door bezoeken aan cafés waar Bruckner graag verkeerde met zijn studenten en bewonderaars. Bruckner was een groot liefhebber van bier en kon stevig drinken.

## Bruckners werkwijze
Bruckner is wel beschouwd als opvolger van Beethoven, maar tussen beide componisten bestaat een groot verschil in doelstellingen, opvattingen en werkwijze. Bruckner was geen hemelbestormer zoals Beethoven, maar probeerde de hemel op mystieke wijze te bereiken. Wel bleef hij het symfonieschema van Beethoven in principe trouw. Daarin verwerkte hij invloeden van anderen. Hij gebruikte de stijlmiddelen, polyfonie en harmonie van onder anderen Palestrina, Bach, Mozart en Schubert. Als Wagner-adept werd hij zeer beïnvloed door diens klankwereld, maar de uitwerking in Bruckners werk was geheel anders.
Bruckner was zeer gevoelig voor kritiek en onderwierp mede hierdoor zijn symfonieën aan grondige revisies. Van bijna al zijn symfonieën bestaan verschillende versies, een typisch 'Bruckner-verschijnsel'. Toch neigt men tegenwoordig naar uitvoering van uitsluitend door Bruckner zelf geautoriseerde versies en de Originalfassungen van zijn symfonieën. Zelfs zijn onvoltooid gebleven grootse finale van de 9de symfonie is, sinds eerste reconstructiepogingen van derden vanaf de jaren 70 van de 20e eeuw, al in verschillende versies uitgegeven en uitgevoerd.

## Postuum
In Ansfelden staat nog Bruckners geboortehuis dat overigens flink verbouwd en onherkenbaar 'gerestaureerd' is. Sinds 1996 is in Ansfelden een bezoekerscentrum ABC (Anton Bruckner Centrum) ingericht van waaruit men een negen kilometer lange wandeling door het typische Opper-Oostenrijkse 'Brucknerland' kan maken naar Stift Sankt Florian. Men loopt van zijn geboortehuis naar zijn graf met een koptelefoon op met fragmenten van 10 symfonieën als reismuziek. In Linz is de Dom en zijn orgel en het muziektheater Das Brucknerhaus (1974) bezienswaardig.
Verdere bezienswaardige Brucknerplaatsen zijn Vöcklabruck, waar zijn zus Rosalie woonde en waar Bruckner regelmatig logeerde, Enns, Steyr, Kremsmünster en natuurlijk Wenen.

## De belangrijkste werken van Bruckner

### Symfonieën
- Symfonie in f ('Studiensymphonie' 1863)
- Symfonie nr. 1 in c (door Bruckner gekscherend 'keckes Beserl' genoemd, oorspronkelijke Linzer Fassung 1866 [in 1998 door W. Carragan samengesteld], bewerkte Linzer Fassung 1877, Wiener Fassung 1891)
- Symphonie in Bes (Schets eerste deel, 1869)[3][4]
- Symfonie in d ('Die Nullte' 1869).[5]
- Symfonie nr. 2 in c (door critici 'Pausensymphonie' genoemd 1872, omwerkingen 1873, 1876, 1877, 1892: twee versies)
- Symfonie nr. 3 in d ('Wagner-symphonie' 1873, omwerkingen 1874, 1876, 1877, 1889: drie versies)
- Symfonie nr. 4 in Es ('Romantische' 1874, omwerkingen 1876, 1878 met nieuwe scherzo en "Volkfest" finale, 1880: nieuwe finale, 1888: drie versies)
- Symfonie nr. 5 in Bes (niet-officieel als 'Fantastische Symphonie' of 'Fugensymphonie' aangeduid 1875-76, omwerking 1878: één versie)
- Symfonie nr. 6 in A (door Bruckner gekscherend 'Die Keckste' genoemd 1881: één enkele versie)
- Symfonie nr. 7 in E (1883, omwerking 1885: één versie)
- Symfonie nr. 8 in c (niet officieel 'Die Apocalyptische' genoemd 1887, omwerking 1888 en 1890: twee versies, een door Robert Haas uitgegeven 'compilatieversie' van beide kan - dit is vooralsnog niet zeker - op Bruckner zelf zijn terug te voeren)
- Symfonie nr. 9 in d ('Dem Lieben Gott gewidmet', eerste drie delen: 1893, onvoltooide finale: 1896)[2]

### Overige orkestwerken
- Mars in d (1862)
- Drie korte orkeststukken (1862)
- Ouverture in g (1862-1863)

### Blaasmuziek
- Aequale nr. 1 & nr. 2 in c voor 3 trombones (1847)
- Militaire mars in Es (1865)

### Kamermuziek
- Strijkkwartet in c (1862)
- Rondo in c voor strijkkwartet (1862)
- Abendklänge in Es voor viool en piano (1866)
- Strijkkwintet in F (1879)
- Intermezzo in d voor strijkkwintet (1880), moest het aanvankelijk onspeelbaar geachte Scherzo van het kwintet vervangen

### Kerkmuziek
- Windhaager Messe in C voor alt-solo, alten, 2 hoorns en orgel, 1842
- Kronstorfer Messe in d voor gemengd koor a capella, 1843–1844 (zonder Gloria, voorziene Credo niet gecomponeerd)
- Gründonnerstag Messe in F voor gemengd koor a capella, 1844–1845 (Kyrie en Gloria verloren gegaan)
- Requiem in d voor gemengd koor, solisten, kleine orkest-bezetting en orgel (1849)
- Magnificat in Bes voor gemengd koor, solisten, kleine orkest-bezetting en orgel (1852)
- Psalm 114 in G voor gemengd koor en 3 trombones (1852)
- Psalm 22 in Es voor gemengd koor, solisten en piano (c. 1852)
- Missa solemnis in Bes voor gemengd koor, solisten, orkest en orgel (1854)
- Psalm 146 in A voor gemengd dubbelkoor, solisten en orkest (c. 1856)
- Festkantate Preiset den Herrn in D voor mannenkoor, blaasinstrumenten en pauken (1862)
- Psalm 112 in Bes voor gemengd dubbelkoor en orkest (1863)
- Mis nr. 1 in d voor gemengd koor, solisten, orkest en orgel (1864)
- Mis nr. 2 in e voor gemengd koor en blaasinstrumenten-bezetting, met het oog op open lucht-uitvoering (1866, 1882)
- Mis nr. 3 in f voor gemengd koor, solisten, orkest en orgel ad libitum (1868)
- Te Deum in C voor gemengd koor, solisten en orkest, en orgel ad libitum (1883)
- Psalm 150 in C voor gemengd koor, sopraan solist en orkest (1892)
- Ongeveer 40 motetten, a capella of met instrumentale begeleiding

### Wereldlijke koormuziek
- Germanenzug voor mannenkoor en blaasensemble (1863)
- Helgoland voor mannenkoor en orkest (1893)
- ± 50 werken voor koor of vocaal ensemble (waaronder kamercantates), a capella of met instrumenten

### Overige werken
- Pianomuziek
- Orgelmuziek, waarvan enkele met onzeker auteurschap

### Auteurschap onzeker
- Symphonisches Präludium in c (1876)[6]

## Bruckner Edition Wien
In 2014 ging met de presentatie van een nieuwe partituuruitgave van Bruckners zevende symfonie, onder de (hoofd)redactie van Benjamin-Gunnar Cohrs (het gaat om een uitgave van Verlagsgruppe Hermann in Wenen), een ruim twintig jaren durend uitgaveproject van Bruckners gehele/overgeleverde oeuvre van start.
In alle banden van de praktisch-wetenschappelijke 'Bruckner Edition Wien' (BEW) worden tot op fijnzinnig detailniveau latere veranderingen van de componist zelf in de oorspronkelijke muziektekst van zijn composities helder (o.a. in kleur) zichtbaar gemaakt, waardoor uitvoerende dirigenten direct zelf keuzes kunnen maken. Grotere en grote omwerkingen door Bruckner van eigen werk zullen in aparte banden verschijnen.
De BEW heeft voor musici en muziekliefhebbers nog tal van verrassingen in petto, zoals de publicatie van niet twee maar drie autonome, onderling afwijkende versies van de achtste symfonie.